# Segunda partición de Bengala

Ubicación de Bengala Oriental y Occidental.

 La Segunda Partición de Bengala fue un proceso ocurrido en 1947, en el marco de la Partición de la India. Fue una división territorial que dividió Bengala en dos entidades: Bengala Occidental, perteneciente a la India, y Bengala Oriental, perteneciente a Pakistán. En 1955, Bengala Oriental fue renombrada como Pakistán Oriental, provincia que más tarde se independizaría dando lugar a Bangladés tras la Guerra de Liberación de Bangladés.